# Orovida Camille Pissarro
Orovida Camille Pissarro oder nur Orovida (* 8. Oktober 1893 in Epping (Essex), Vereinigtes Königreich; † 8. August 1968 in London) war eine britische Malerin und Radiererin. Sie entstammt der französischen Künstlerfamilie Pissarro.
Sie distanzierte sich für den größten Teil ihrer Karriere vom impressionistischen und neoimpressionistischen Stil ihres Vaters Lucien Pissarro und ihres Großvaters Camille Pissarro. Ihre Maltechnik war von chinesischer und anderer asiatischer Kunst beeinflusst, in ihren späteren Werken machten sich jedoch beide Einflüsse bemerkbar.

## Leben
Orovida Camille Pissarro war das einzige Kind des französischen Künstlers Lucien Pissarro, der sich 1890 mit seiner  Ehefrau Esther, geborene Bensusan, in Großbritannien niedergelassen hatte. Ihre Tochter benannten sie nach Esthers Tante. Ihre Onkel, darunter Georges Henri Pissarro, Félix Pissarro und Ludovic Rodolphe Pissarro sowie andere Verwandte waren ebenfalls Künstler der Familie Pissarro. Orovida zeigte ihr Talent bereits in jungen Jahren; ihr Vater meinte, es läge ihr „im Blut“. Auch ihr Großvater lobte die Zeichnungen der fünf Jahre alten Orovida. Ihr Vater erteilte der jugendlichen Orovida Unterricht in Ölmalerei und unterwies sie in impressionistischen Maltechniken. Lucien hatte ihre Palette auf nur fünf Farben beschränkt, als Beispiel soll ihr Selbstporträt gelten. Ihre Mutter, die ihrerseits auch über eine künstlerische Ausbildung verfügte, vertrat die Ansicht, dass der Beruf eines Künstlers finanziell zu unsicher sei, und bestand darauf, dass Orovida Musik studierte. Das Interesse ihrer Tochter an Radierungen und die Aussichten auf ein damit verbundenes Einkommen konnten jedoch die Bedenken ihrer Mutter zerstreuen.
1913 studierte Orovida kurz bei dem Maler Walter Sickert, bevor sie sich entschloss, auf eine formelle künstlerische Ausbildung zu verzichten. In ihren Zwanziger Jahren kehrte sie der impressionistischen Malerei den Rücken und entwickelte einen ungewöhnlichen dekorativen Stil, der von chinesischer, japanischer, persischer und indischer Kunst inspiriert war, sehr zur Enttäuschung ihres Vaters. Eine Ausstellung über Chinesische Malerei im Londoner British Museum hinterließ 1924 einen tiefen Eindruck bei der Künstlerin. Der Wunsch, sich von dem starken impressionistischen Erbe ihrer Familie abzugrenzen, äußerte sich auch mit dem Ablegen ihres Nachnamens. Fortan nannte sie sich nur noch Orovida. Obwohl sie sich von ihrem Familiennamen distanzierte, war sie doch stolz auf das Vermächtnis der Pissarro-Familie. Sie sah den Impressionismus wie auch die gesamte westliche Kunst als „Fotografie“, während die östliche Kunst ihrer eigenen Unabhängigkeit mehr Spielraum zuließ. Ihre Inspirationen zog sie ausschließlich aus Arbeiten, die sie in Museen oder anderswo begutachten konnte, den fernen Osten hatte sie nie bereist. Orovida malte mit verdünntem Gouache oder Tempera auf Seide, Leinen, Papier und Blattgold. Sowohl ihre Bilder als auch ihre Radierungen zeigen vor allem asiatische Themen, die häufig aus Tieren bestanden, vor allem aus Tigern und Pferden. Ein weiteres Lieblingsthema waren mongolische Reiter bei der Jagd auf wilde Tiere; andere enthalten persische Prinzen und afrikanische Tänzer.
Nach dem Tod ihres Vaters 1944 nahm Orovida die Ölmalerei wieder auf, wobei sich ihr Stil und ihre Themenwahl deutlich verändert hatte. Ihre Arbeiten wurden naturalistischer und näherten sich der Pissarro-Tradition wieder an. Sie gab ihren asiatischen Themen ein substanzielleres, europäisches Aussehen. Ihre Bilder hatten nun Ähnlichkeit mit getrockneten Fresken. Während dieser Zeit schuf sie Porträts von Verwandten, Freunden, königlichen Personen, und vor allem Bilder von Katzen aller Art.
Orovida war mit rund 8000 Drucken von 107 Ätzplatten eine produktive Grafikerin. Ihre Mutter hatte im Ashmolean Museum in Oxford ein Pissarro-Familienarchiv etabliert, für dessen weiteren Ausbau sich Orovida verdient gemacht hatte. Sie war die erste weibliche professionelle Künstlerin der Familie Pissarro und die erste Künstlerin aus der Generation der Enkel Camilles. Orovida Camille Pissarro lebte die meiste Zeit ihres Lebens in London. Sie war nie Teil der etablierten Kunstströmungen Großbritanniens. Die Künstlerin blieb unverheiratet und verstarb am 8. August 1968.

## Werke (Auswahl)
| - The Archer’s Return, 1931 (Ashmolean Museum) - The Tiger Hunt, 1932 (Ashmolean Museum) - Dora Clarke, 1936 (Ashmolean Museum) - Zebras Drinking, 1937 (Manchester City Art Galleries) - Spring, 1938 (Ashmolean Museum) | - Winter, 1940 (Ashmolean Museum) - Lebeide with Sulin, 1943 (Royal Academy of Arts) - Little Girl with a Cat, 1948 (Ashmolean Museum) - Cats, 1959 (Town Hall of London Borough of Camden) - Leopard and Family (Portsmouth Museum of Art) |

## Ausstellungen
Orovida Pissarro zeigte 1921 ihre Arbeiten in einer gemeinsamen Ausstellung mit der französischen Malerin Marie Laurencin. Weiter stellte sie in der Royal Academy of Arts und der Royal Society of British Artists aus. Ihre Arbeiten waren auch in Einzelausstellungen in London und Nordamerika zu sehen.
In einer Gedächtnisausstellung zeigte das Ashmolean Museum 1969 Orovidas Bilder, Radierungen und Zeichnungen. 1973 organisierte die Leicester Gallery die Ausstellung Three Generations of the Pissarro Family. Orovida war bereits 1943 in einer Ausstellung gleichen Namens vertreten gewesen.
Ihre Arbeiten sind heute in den Sammlungen des British Museums und Victoria and Albert Museums in London zu sehen, wie auch im Oxforder Ashmolean Museum, dem Cleveland Museum of Art, dem Museum of Fine Arts, Boston und dem San Diego Museum of Art.